# Horse protection act de 1970
 (janvier 2015).
Pour les articles homonymes, voir HPA.
Le Horse protection act de 1970  (HPA) (codifié 15 U.S.C. §§ 1821–1831) est une loi fédérale des États-Unis, en vertu de laquelle les pratiques douloureuses pour les chevaux sont un crime passible de deux sanctions civiles et pénales, notamment d'amendes et de peines d'emprisonnement. Il est illégal de montrer un cheval (y compris à un spectacle équestre), ou de le vendre, de l'offrir en vente, de le transporter, s'il a subi le soring.